# Reverie (serie televisiva)
Reverie è una serie televisiva statunitense ideata da Mickey Fisher. La serie viene trasmessa da NBC dal 30 maggio al 8 agosto 2018. Il 7 novembre 2018 la serie è stata cancellata.

## Trama
Mara Kint, precedentemente una negoziatrice di ostaggi ed esperta di comportamento umano, accetta un lavoro per salvare le persone la cui mente è persa in una simulazione di realtà virtuale avanzata, Reverie.

## Episodi
| Stagione       | Episodi | Prima TV USA | Prima TV Italia |
| -------------- | ------- | ------------ | --------------- |
| Prima stagione | 10      | 2018         | inedita         |

## Personaggi e interpreti
- Mara Kint, interpretata da Sarah Shahi è un'esperta di scienze comportamentali ed ex negoziatrice di ostaggi assunta dalla Onira-Tech per assistere e salvare i pazienti intrappolati all'interno della realtà virtuale Reverie. Avendo perso sua sorella e la nipote in una sparatoria, coglie anche l'opportunità di usare Reverie come mezzo per affrontare il senso di colpa che prova per non averli salvati.
- Charlie Ventana interpretato da Dennis Haysbert è un ex poliziotto ed ex capo di Mara. In qualità di consulente senior per la sicurezza ed operations manager per la Onira-Tech, è responsabile del coinvolgimento di Mara con Reverie.
- Alexis Barrett interpretata da Jessica Lu è una programmatrice introversa e fondatrice della Onira-Tech, la cui ricerca costituisce la base di Reverie. Ha anche programmato Dylan, l'intelligenza artificiale che gestisce i sistemi della Onira-Tech ed è ispirato al fratello defunto.
- Paul Hammond interpretato da Sendhil Ramamurthy è lo scienziato e sviluppatore della versione 2.0 di Reverie che la Onira-Tech sta testando in previsione della presentazione al pubblico.
- Monica Shaw interpretata da Kathryn Morris è un funzionario del Dipartimento della Difesa con un interesse nell'uso di Reverie per scopi governativi e un occasionale alleato di Charlie e Mara.

## Produzione
La serie è stata commissionata da NBC il 12 maggio 2017. La prima stagione di 10 episodi ha debuttato il 30 maggio 2018.